# Nienke Groen
Nienke Groen (ur. 12 sierpnia 1983 r. w Ruurlo) – holenderska wioślarka.

## Osiągnięcia
- Mistrzostwa Świata – Poznań 2009 – ósemka – 3. miejsce[1].